# Biswamoyopterus
Biswamoyopterus — рід гризунів родини Sciuridae. Він містить три відомі види дуже великих летяг, серед яких B. laoensis є однією з найдовших вивірок. Вони поширені в лісах північно-східної Індії, південно-західного Китаю та Лаосу. Попри свої розміри, види цього роду, як правило, дуже невловимі; через це всі вони були описані відносно недавно. Фактично, 2 з 3 видів відомі лише за одним екземпляром. Крім того, їх легко сплутати з деякими гігантськими летягами Petaurista, які є більш поширеними та перетинаються за ареалом з рідкісним Biswamoyopterus.

## Спосіб життя
Даних чи спостережень щодо способу життя летяг цього роду немає. Як і інші летяги, вони, ймовірно, ведуть виключно деревний та нічний спосіб життя.

## Характеристики
Два види роду Biswamoyopterus – це відносно великі летяги, довжина голови й тулуба яких становить близько 40 сантиметрів, зі значно довшим хвостом, який сягає близько 60 сантиметрів. Обидва види мають червонувато-коричневе хутро на спині з домішкою чорного, сірого та білувато-сірого волосся, а також світліше черево. Як і всі летяги, види цього роду мають волохату ковзну перетинку, яка з'єднує зап'ястя та щиколотки та збільшена складкою шкіри між задніми лапами та основою хвоста. Ковзна перетинка м'язова та посилена по краях; її можна відповідно напружувати та розслабляти, щоб контролювати напрямок ковзання. Зовні ці види дуже схожі на гігантських летяг (Petaurista), але на відміну від останніх, у них є вушні пучки. Огляд зубів виявив суттєві відмінності від усіх відомих летяг. Різці мають червону пігментацію у всіх летяг, але не у цих видів. Емаль та розмір корінних зубів також відрізняються. У 2019 році третій вид, Biswamoyopterus gaoligongensis, був описаний з Гаолігун-Шань у Китаї.